# ایتو گنبوکو

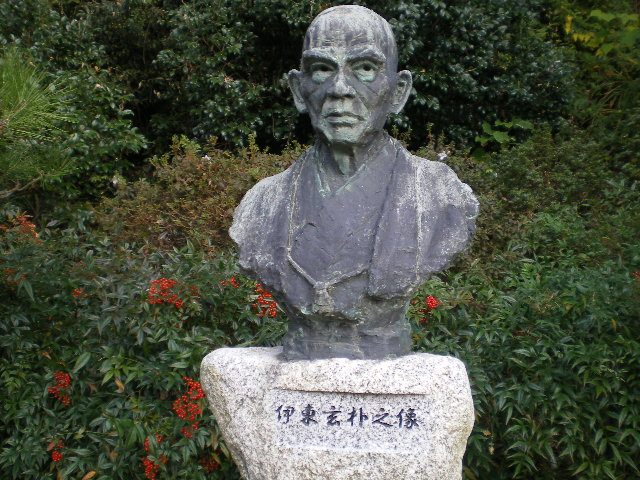
ایتو گنبکو

ایتو گنبوکو (به ژاپنی: 伊東 玄朴) (۱۱ فوریه ۱۸۰۱ – ۱۲ ژانویه ۱۸۷۱) جراح ژاپنی و متخصص رانگاکو بود که در اواخر دوره ادو و اوایل دوره میجی زندگی می کرد. او اولین کسی است که واکسیناسیون آبله گاوی را در ژاپن انجام داد که بین سالهای ۱۸۵۸ تا ۱۸۶۰ میلادی بود.
دفاتر ایتو گنبوکو، بعدها تبدیل به دانشگاه علوم پزشکی توکیو شد.